# عمر أتلاس
عمر أتلاس (بالإسبانية: Omar Mijares) هو مصارع رياضي فنزويلي، ولد في 22 أبريل 1938 في كاراكاس في فنزويلا.

## روابط خارجية
- عمر أتلاس على موقع CageMatch worker (الإنجليزية)
- عمر أتلاس على موقع قاعدة بيانات المصارعة على الإنترنت (الإنجليزية)